# Bebek Imre (vránai perjel)
Pelsőci Bebek Imre (született 1405. november 28. után - ? ), a johannita lovagrend tagjaként vránai perjel volt 1403-ig. Bebek Detre fia.
Zsigmond engesztelhetetlen ellensége volt, ő robbantotta ki az 1403-as felkelést a király ellen. Elfogatta Özdögei Besenyő Pál horvát bánt, és Nápolyi Lászlóhoz küldte fogolyként. A felkelés leverése után sem hódolt meg Zsigmondnak, ezért elvesztette perjelségét. Valószínűleg külföldön halt meg.
1392-től a magyarországi János-lovagrend rendfőnöke volt egészen 1405. november 28-ig. 1396 júliusában a János-lovagrend több európai vezetőjével együtt seregével Buda alatt csatlakozott a török ellen készülő Zsigmond király által összehívott nemzetközi hadtesthez, amely végül Nikápoly alatt súlyos vereséget szenvedett. A vereség után a János-lovagrend hajói szállították Zsigmond királyt és kíséretét a Dunán a Fekete-tengerig és onnan Konstantinápolyig.
1403-ban szlavón bán és horvát–dalmát bán is volt.
Bebek Imre 1403-ban királya ellen fordult. Zsigmond ellen országos felkelés támadt, melynek vezérei között volt Bebek Detre és Imre is. Az elégedetlenkedő főurak Nápolyi (Anjou) Lászlót, Kis Károly magyar király fiát hívták meg a magyar trónra. Bebek Imre állásfoglalásával a délvidéki vármegyék egy része és a dalmáciai várak és városok is László trónkövetelőnek fogadtak hűséget. A délvidéki hadak élén Bebek Imre az ellene küldött frissen kinevezett horvát bán, Bessenyei Pál seregét leverte, magát a vezért is foglyul ejtette. 1403-ban László nápolyi királyt Zárában az esztergomi érsek egy alkalmi koronával Magyarország királyává koronázta. László ellenkirály azonban az ország belsejébe hatolni már nem mert, inkább helytartót kinevezve hazatért, minek okán az egész felkelés kifulladt. Bebek Imre a megalázó békejobbra és a győztesek túlbuzgó tevékenységének hatására újra lángra lobbantotta a délvidéket és a megújoló felkelés fővezérévé lépett elő. Összeköttetésbe helyezte magát Vilmos osztrák herceggel, Nápolyi László sógorával, aki a nyugati határszélen támadta meg Magyarországot. Bebek Imrét ezért Zsigmond 1405. november 28-án megfosztotta a vránai perjelségtől. Halálának körülménye és ideje ismeretlen, egyes vélemények szerint a perjelség váraiba zárkózva esett el, más vélemények szerint idegen földön, száműzetésben halt meg. Ez utóbbi lehetőség azért is valószínűbb, mert Vránát és a perjelség dalmáciai várait, sikerült Lászlónak megtartani, amit aztán 1409-ben eladott a Velencei Köztársaságnak. Egy 1412-es keltezésű Zsigmond udvarából származó oklevél, mint elhunytat említi.